# Richard Tineo
Richard Washington Tineo Quispe (Ayacucho, 21 de enero de 1961) es un administrador, ingeniero electrónico, abogado y militar (r) peruano, con el rango de general de brigada. Fue ministro de Transportes y Comunicaciones del Perú, entre septiembre y diciembre de 2022, también fue ministro de Defensa del Perú, entre agosto y septiembre del mismo año, teniendo los cargos en el gobierno de Pedro Castillo.

## Biografía
Richard Washington nació el 21 de enero de 1961, en el departamento peruano de Ayacucho.
Egresó de la Escuela Militar de Chorrillos, en 1987 con el grado de Subteniente.
Obtuvo la licenciatura en Ciencias Militares, con mención en Ingeniería de telecomunicaciones, por la Escuela Militar de Chorrillos. 
Tras realizar estudios en la Universidad Nacional Mayor de San Marcos, obtuvo la licenciatura en Administración, en 2012. Realizó estudios en Gestión Pública por la Universidad ESAN, donde obtuvo una maestría en 2012.
En 2014, obtuvo el  título de ingeniero electrónico, en el Instituto Científico y Tecnológico del Ejército.
Se graduó de abogado en 2015, por la Universidad Nacional Federico Villarreal.
Tiene un diplomado de Relaciones Internacionales y Política Exterior del Perú, en la Academia Diplomática del Perú (2011), y un diplomado de Seguridad y Defensa Nacional, en el Centro de Altos Estudios Nacionales (2011).
Además, realizó estudios de doctorado en Derecho por la Universidad Nacional Federico Villarreal culminando estudios en el 2014 (titulación en trámite), y de maestría en Derecho Constitucional por la Universidad Nacional Federico Villarreal en el 2010 (titulación en trámite).

### Ejército
En 2003, desempeñó labores como mayor, siendo jefe de la Compañía de Comunicaciones 20 en Tacna. Fue Teniente Coronel comandante de Unidad, BCOM Nro. 112 en Lima, entre 2007 y 2008. 
Fue ascendido al grado de coronel en 2009, desempeñando el cargo de Director del Colegio militar Mariscal Andrés Avelino Cáceres Dorregaray". 
Fue jefe del Departamento de Telemática de la RMC en Lima (2010); director de Ciencia y Tecnología del Ejército (2015). 
El 13 de octubre de 2016, fue ascendido de coronel a general de brigada de comunicaciones del Ejército del Perú.
Se desempeñó como director de Telemática y Estadística del Ejército (2017).
De igual modo, comandante general de la 3.ª Brigada de Comunicaciones en Arequipa (2019).
A finales de 2019, pasó al retiro.
También fue comandante general de la subzona de Seguridad Nacional Sur -1 en Arequipa.

### Trayectoria
Se desempeñó como director general de la Dirección General de Políticas y Regulación en Comunicaciones del MTC, entre mayo y agosto de 2022.

## Carrera política
Entre 2020 y 2021, estuvo afiliado al partido político Unión por el Perú.

### Ministro de Estado

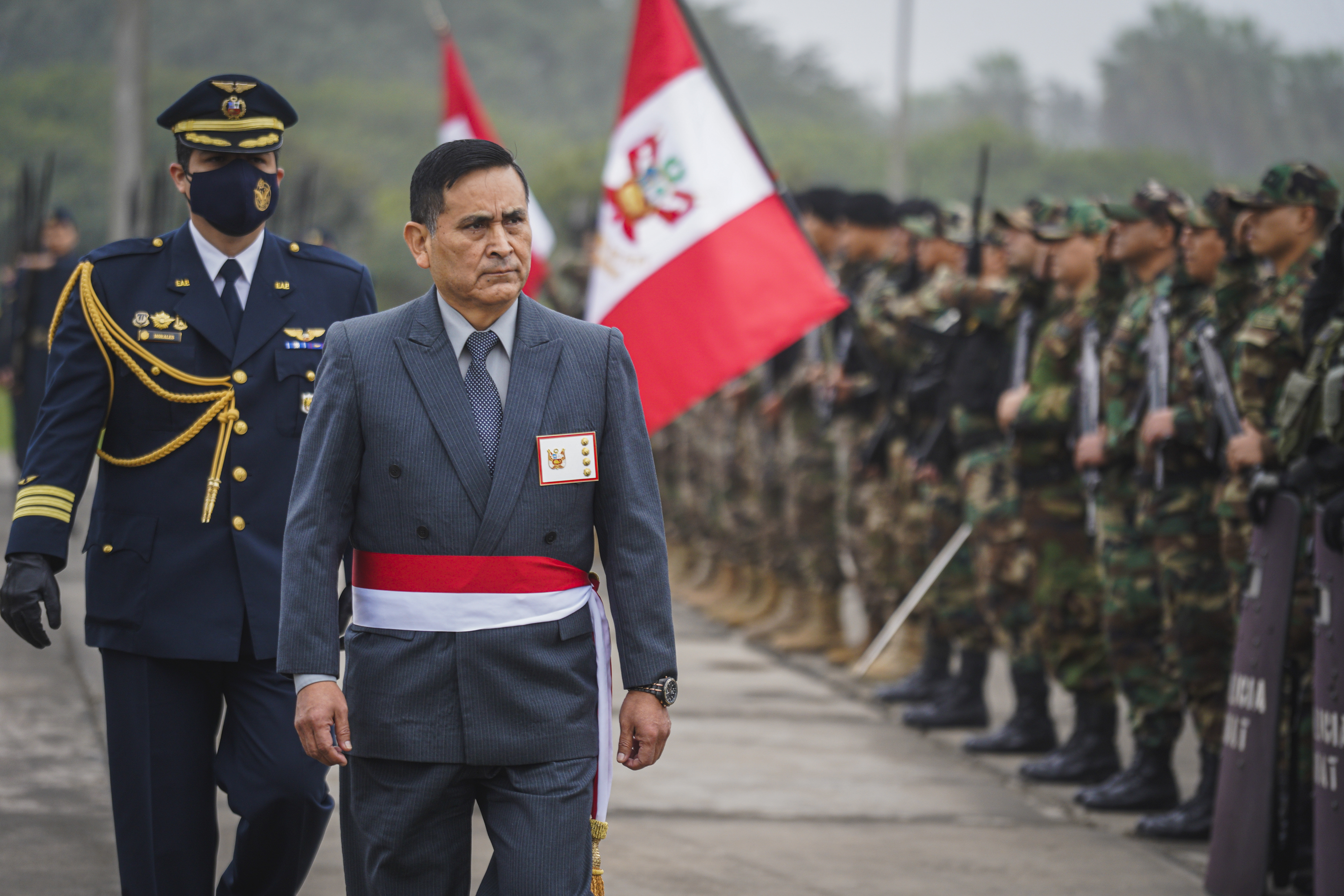
Tineo participa en una ceremonia, como ministro de Defensa.

El 24 de agosto de 2022, fue nombrado y posesionado por el presidente Pedro Castillo, como Ministro de Defensa del Perú.
El 24 de septiembre del mismo año, fue nombrado y posesionado por el presidente Castillo, como Ministro de Transportes y Comunicaciones del Perú. El 7 de diciembre, tras el intento autogolpe de Estado de Pedro Castillo, presentó su renuncia irrevocable al cargo.

## Distinciones
- Medalla al Combatiente Andrés Avelino Cáceres en el grado al Mérito, por acción distinguida en combate.
- Medalla Académica del Ejército en el grado de Distinguido por Excelencia Académica.
- Cruz Peruana al Mérito Militar en el grado de Caballero.